# مساءلة اجتماعية 8000
المساءلة الاجتماعية 8000 الذي يُعرف بكل اختصار بـ SA8000 هو معيار دولي لحقوق الإنسان في المجال الصناعي الذي وضعه مجلس الأولويات لوكالة الاعتماد الاقتصادي (CEPAA) في الولايات المتحدة الأمريكية، وهو معيار شهادة قابلة للتدقيق يشجع المنظمات على تطوير الممارسات المقبولة اجتماعيًا والحفاظ عليها وتطبيقها في مكان العمل. تم تطويره في عام 1989 من قبل منظمة المساءلة الاجتماعية الدولية من قبل مجلس استشاري يتكون من النقابات والمنظمات غير الحكومية ومنظمات المجتمع المدني والشركات. تم تطوير المعايير من مختلف رموز الصناعة والشركات لإنشاء معيار مشترك للامتثال للرعاية الاجتماعية.
شهادة المساءلة الاجتماعية 8000 هي معيار أنظمة الإدارة، على غرار معايير الآيزو. تتطلب المعايير أن المرافق التي تسعى للحصول على الشهادة والحفاظ عليها يجب أن تتجاوز مجرد الامتثال للمعيار. يجب على المرافق المستقبلية دمجها في ممارساتها الإدارية وإثبات الامتثال المستمر للمعيار. ويستند هذا المعيار إلى مبادئ المعايير الدولية لحقوق الإنسان كما هو موصوف في اتفاقيات منظمة العمل الدولية واتفاقية الأمم المتحدة لحقوق الطفل والإعلان العالمي لحقوق الإنسان. يقيس أداء الشركات في ثمانية مجالات مهمة للمساءلة الاجتماعية في مكان العمل: عمل الأطفال، والعمل الجبري، والصحة والسلامة، والارتباط الحر والمفاوضة الجماعية، والتمييز، والممارسات التأديبية، وساعات العمل، والتعويضات.